# Rob Lowe
Rob Lowe, właśc. Robert Hepler Lowe (ur. 17 marca 1964 w Charlottesville) – amerykański aktor, reżyser, scenarzysta, producent filmowy i model. Jego młodszy o cztery lata brat Chad Lowe jest również aktorem.
W latach 80. uznawany był za idola nastolatek. Odtwórca roli Sama Seaborna w serialu politycznym NBC Prezydencki poker (The West Wing, 1999–2003), za którą był nominowany do nagrody Emmy (2001), dwóch Złotych Globów (2000, 2001) i nagrody magazynu „TV Guide” (2001) oraz wraz z obsadą serialu zdobył nagrodę Satelity (2000) i dwukrotnie Nagrodę Gildii Aktorów Ekranowych (2001, 2002). W 2000 znalazł się na liście 50. najpiękniejszych ludzi na świecie przez magazyn „People”. W 2003 pomógł w wyborach Arnolda Schwarzeneggera na gubernatora Kalifornii.
W 2015 otrzymał własną gwiazdę w Alei Gwiazd w Los Angeles znajdującą się przy 6667 Hollywood Boulevard.

## Życiorys

### Wczesne lata
Urodził się w Charlottesville w stanie Wirginia jako syn Barbary Lynn Wilson (z domu Hepler; 1939–2003), pisarki i emerytowanej nauczycielki, i Charlesa Davisa Lowe’a, prawnika. Jego rodzina była pochodzenia niemieckiego, angielskiego, irlandzkiego, walijskiego i szkockiego. Wychowywał się z młodszym bratem Chadem (ur. 15 stycznia 1968) w niewielkiej miejscowości Dayton w Ohio, gdzie uczęszczał do Oakwood Junior High School. Jego rodzice rozwiedli się, gdy miał 7 lat. Został przy matce, która ponownie wyszła za mąż, i wcześnie próbował się usamodzielnić. Choć przestał słyszeć na prawe ucho, już jako dziewięciolatek wiedział, że chce być w przyszłości aktorem. Występował od dziecka w szkolnym teatrze, a sukces odniesiony w wieku ośmiu lat w przedstawieniu Olivera Twista na podstawie powieści Charlesa Dickensa zadecydował o jego przyszłości. Jego rodzina przeniosła się do Los Angeles, kiedy miał 12 lat. Ukończył Santa Monica High School w Santa Monica w Kalifornii, a jego kolegami byli Charlie Sheen i Sean Penn.

### Kariera

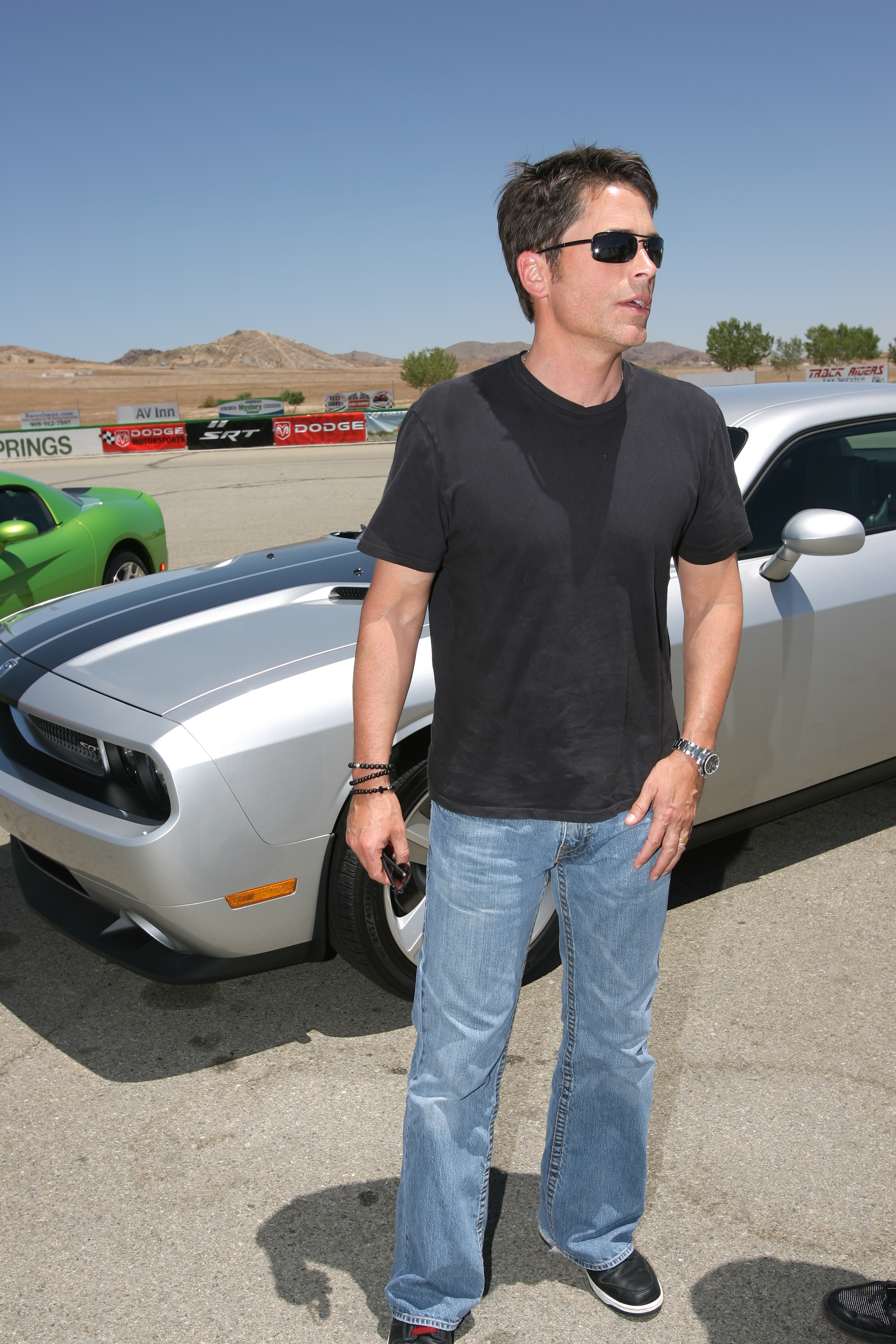
Rob Lowe (2008)

W latach 1979–1983 na szklanym ekranie brał udział w reklamówkach i spektaklach. Został zaangażowany przez telewizję do sitcomu ABC Nowy rozdział rodziny (A New Kind of Family, 1979–1980) i telewizyjnego dramatu familijnego CBS Ojciec–sztubak (Schoolboy Father, 1980). W dramacie telewizyjnym CBS Czwartkowe dziecko (Thursday’s Child, 1983) z Geną Rowlands i Donem Murrayem wystąpił w roli 17–letniego Sama Aldena, gwiazdora baseballu w liceum, który cierpi na chorobę serca.
Karierę filmową na dużym ekranie rozpoczął udanie od komedii Klasa (Class, 1983) w roli ucznia szkoły prywatnej Squire Franklina „Skipa” Burroughsa IV z udziałem Jacqueline Bisset. Zaraz potem przyszedł ogromny sukces w dramacie Francisa Forda Coppoli Outsiderzy (Outsiders, 1983) – opowieści o młodych buntownikach z amerykańskiej prowincji, których odtwarzali także Tom Cruise, Patrick Swayze, Matt Dillon i Emilio Estevez.
Złamał sobie nos podczas kręcenia sceny lotniczej w ekranizacji powieści Johna Irvinga Hotel New Hampshire (The Hotel New Hampshire, 1984) u boku Jodie Foster i Nastassji Kinski. Wystąpił w teledysku zespołu The Go-Go’s do piosenki „Turn to You” (1984). Po zagraniu roli Billy’ego Hicksa, wiecznego buntownika w melodramacie Ognie Świętego Elma (St. Elmo’s Fire, 1985) otrzymał słabe recenzje i nagrodę Złotej Maliny dla najgorszego aktora roku. Niebawem jednak był nominowany do Złotego Globu za postać Sama Aldena o złym sercu w dramacie telewizyjnym Czwartkowe dziecko (Thursday’s Child, 1983) i później za rolę opóźnionego w rozwoju Rory’ego, kolegi głównej bohaterki (Winona Ryder) w dramacie Amerykański kadryl (Square Dance, 1987).
Wystąpił potem z Demi Moore w melodramacie Ta ostatnia noc (About Last Night..., 1986) w roli gracza w baseball, który nie ma zamiaru wydorośleć. Sukcesem na dużym ekranie była dwuznaczna i ponura rola w dreszczowcu Maskarada (Masquerade, 1988).

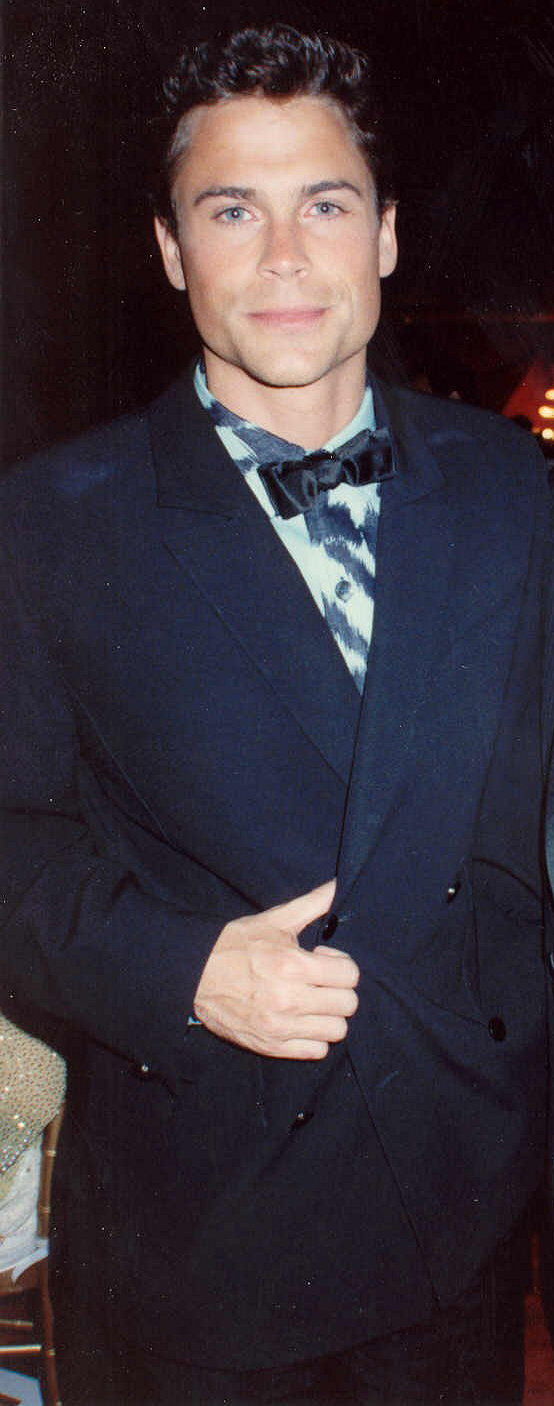
Rob Lowe podczas 61. ceremonii wręczenia Oscarów (1989)

W 1992 zdecydował się występować na scenie w sztuce Trzy siostry Antona Czechowa, a na Broadwayu pojawił się po raz pierwszy jako Maxime w spektaklu Jak mały hotel na uboczu (A Little Hotel on the Side).
W jego filmowym dorobku są również tak role jak doktor Cukrowicz w uznanym przez krytyków telewizyjnym dramacie produkcji BBC Nagle, zeszłego lata (Suddenly, Last Summer, 1993 – w USA pokazywanym przez sieć PBS) oraz jako Sean Dillon, były bojownik IRA i agent brytyjskich służb specjalnych w dwóch telewizyjnych filmach akcji na podstawie powieści Jacka Higginsa dla kanału Showtime: Anioł Śmierci/Oko Cyklonu (Midnight Man/Eye of the Storm, 1995) i Na niebezpiecznym gruncie (On Dangerous Ground, 1996). Wcielił się w główną rolę w miniserialach, będących ekranizacją powieści Stephena Kinga: Bastion (The Stand, 1994) jako Nick Andros i Miasteczko Salem (Salem's Lot, 2004) w roli pisarza z mroczną przeszłością, który powraca do rodzinnego miasteczka Salem w Maine i odkrywa makabryczne siły, które zawładnęły miejscową społecznością.
Był poważnym kandydatem do roli Caledona Hockleya, aroganckiego i dumnego ze swojego bogactwa narzeczonego głównej bohaterki w głośnym melodramacie Jamesa Camerona Titanic (1997), którą to rolę w rezultacie zagrał Billy Zane. Jako scenarzysta i reżyser debiutował w roku 1997, kręcąc półgodzinną czarną komedię, wyprodukowaną przez Chanticleer Films dla Showtime Krawędź pustyni (Desert’s Edge).
Był brany pod uwagę do roli doktora Dereka Sheparda w serialu NBC Chirurdzy (Grey’s Anatomy), lecz ostatecznie w 2005 rolę dostał Patrick Dempsey. W dramacie telewizyjnym National Geographic Zabić Kennedy’ego (Killing Kennedy, 2013) został obsadzony w roli Johna F. Kennedy’ego. W dramacie biograficznym Stevena Soderbergha Wielki Liberace (Behind the Candelabra, 2013) z Michaelem Douglasem zagrał chirurga plastycznego, doktora Jacka Startza. W serialu Showtime Californication (2011–2014) z Davidem Duchovnym wcieli się w postać ekscentrycznego aktora, Eddiego Nero. Był producentem wykonawczym telewizyjnego dramatu kryminalnego Lifetime Piękna i zabójcza (Beautiful & Twisted, 2015), opartego na faktach, gdzie zagrał brutalnie zamordowanego Benjamina „Bena” Novacka Jr., dziedzica imperium hotelowego w Miami Beach. W sitcomie Fox Prawomocny (The Grinder, 2015–2016) z Fredem Savage wystąpił w roli Deana Sandersona Jr., sprytnego, nadętego aktora telewizyjnego.
Był na okładkach magazynów takich jak „Interview” (w maju 1984), „Bravo” (w kwietniu 1986 i czerwcu 1989), „Just Seventeen” (we wrześniu 1986 i w listopadzie 1988), „Playgirl” (w styczniu 1987), „Film” (w listopadzie 1989, w lipcu 1992), „People” (w marcu 1990), „TV Guide” (w lutym 2007), „Men’s Fitness” (w październiku 2010), „Vanity Fair” (w maju 2011) i „GQ” (w październiku 2015).

## Życie prywatne
Jego wizerunek został mocno zszargany, gdy w 1988 pojawiło się nagranie, na którym uprawiał seks z dwoma kobietami, przy czym jedna z nich miała 16 lat.
Po licznych romansach z aktorkami: Melissą Gilbert, Nastassją Kinski, Chynną Phillips (także piosenkarka), Cornelią Guest i księżniczką Stephanie z Monako, 22 lipca 1991 ożenił się z Sheryl Berkoff, makijażystką filmową pochodzenia żydowskiego. Mają dwóch synów: Edwarda Matthew (ur. 24 września 1993) i Johna Owena (ur. 6 listopada 1995).

## Filmografia

### Obsada
| Rok  | film fabularny                                                                        | Rola                                        |
| ---- | ------------------------------------------------------------------------------------- | ------------------------------------------- |
| 1983 | Outsiderzy (The Outsiders)                                                            | Sodapop Curtis                              |
| 1983 | Klasa (Class)                                                                         | Skip                                        |
| 1984 | Jankes na Oksfordzie (Oxford Blues)                                                   | Nick                                        |
| 1984 | Hotel New Hampshire (The Hotel New Hampshire)                                         | John                                        |
| 1985 | Ognie św. Elma ('St. Elmo’s Fire)                                                     | Billy                                       |
| 1986 | Ta ostatnia noc (About Last Night...)                                                 | Danny                                       |
| 1986 | Youngblood                                                                            | Dean Youngblood                             |
| 1987 | Amerykański kadryl (Square Dance)                                                     | Rory                                        |
| 1988 | Maskarada (Masquerade)                                                                | Tim Whalan                                  |
| 1988 | Nielegalnie twój (Illegally Yours)                                                    | Richard Dice                                |
| 1990 | Zły wpływ (Bad Influence)                                                             | Alex                                        |
| 1991 | Ciemna strona (The Dark Backward)                                                     | Dirk Delta                                  |
| 1991 | Godzina próby (The Finest hour)                                                       | Lawrence Hammer                             |
| 1992 | Świat Wayne’a (Wayne’s World)                                                         | Benjamin Olivier                            |
| 1994 | Bastion (The Stand)                                                                   | Nick Andros                                 |
| 1994 | Poza prawem: Frank i Jesse (Frank and Jesse)                                          | Jesse James                                 |
| 1995 | Tomcio Grubasek (Tommy Boy)                                                           | Paul                                        |
| 1996 | Pierwszy stopień (First Degree)                                                       | Detektyw Rick Mallory                       |
| 1996 | Lis łowca (Fox Hunt)                                                                  | Edison Pettibon                             |
| 1997 | Na własne ryzyko (Living In Peril)                                                    | Walter Woods                                |
| 1997 | Człowiek do wynajęcia (For Hire)                                                      | Mitch Lawrence                              |
| 1997 | Austin Powers: Agent specjalnej troski (Austin Powers: International Man of Mystery)  | usunięty ze stanowiska przyjaciel Henchmana |
| 1997 | Kontakt (Contact)                                                                     | Richard Rank                                |
| 1997 | Wrogi zamiar (Hostile Intent)                                                         | Cleary                                      |
| 1998 | Szalona szóstka (Crazy Six)                                                           | Billie/Crazy Six                            |
| 1998 | Relacje mojego dzieciństwa (Stories from My Childhood)                                | głos                                        |
| 1998 | Jedno piekło chłopaka (One Hell of a Guy)                                             | Nick                                        |
| 1999 | Niemy świadek (Dead Silent)                                                           | Kevin Finney                                |
| 1999 | Austin Powers: Szpieg, który nie umiera nigdy (Austin Powers: The Spy Who Shagged Me) | Młody Numer Jeden                           |
| 2002 | Austin Powers i Złoty Członek (Austin Powers in Goldmember)                           | Middle Number Two                           |
| 2003 | Szkoła stewardes (A View from the Top)                                                | pilot Steve Bench                           |
| 2005 | Dziękujemy za palenie (Thank You for Smoking)                                         | Jeff Megall                                 |
| 2009 | Było sobie kłamstwo (The Invention of Lying)                                          | Brad Kessler                                |
| 2011 | I Melt with You                                                                       | Jonathan                                    |
| 2011 | Breakaway                                                                             | trener Dan Winters                          |
| 2012 | Knife Fight                                                                           | Paul Turner                                 |
| 2013 | Wielki Liberace (Behind the Candelabra)                                               | dr Jack Startz                              |
| 2014 | Sekstaśma (Sex Tape)                                                                  | Hank Rosenbaum                              |
| 2014 | Wywiad ze Słońcem Narodu (The Interview)                                              | w roli samego siebie                        |
| 2016 | Pocket Listing                                                                        | Frank Hunter                                |
| 2016 | Monster Trucks                                                                        | Reece Tenneson                              |
| 2017 | Latynoski ogier (How to Be a Latin Lover)                                             | Rick Żigolak                                |
| 2017 | Munio: Strażnik Księżyca (Mune, le gardien de la lune)                                | Sohone (głos)                               |
| 2018 | Straż wiejska 2 (Super Troopers 2)                                                    | Guy Le Franc                                |
| 2019 | Upalne święta (Holiday in the Wild)                                                   | Derek Holliston                             |

### Filmy TV
- 1980: Ojciec ucznia (Schoolboy Father) jako Charles Elderberry
- 1981: A Matter of Time jako Jeff Bartlett
- 1983: Czwartkowe dziecko (Thursday’s Child) jako Sam Alden
- 1990: Tylko Ciebie pragnę (If the Shoe Fits) jako Francesco Salvitore
- 1993: Nagle, zeszłego lata (Suddenly, Last Summer) jako dr Cukrowicz
- 1995: Anioł Śmierci/Oko Cyklonu (Midnight Man/Eye of the Storm) jako Sean Dillon
- 1996: Na zabójczej ziemi (On Dangerous Ground) jako Sean Dillon
- 1998: Gwałt (Outrage) jako Tom Casey
- 1999: Kręte Ścieżki (Winding Roads) jako Partygoer
- 1999:Pociąg śmierci do Denver (Atomic Train) jako John Seger
- 2000: Specjalni (The Specials) jako Tony
- 2000: Porwanie Artemidy (Under Pressure) jako John Spencer
- 2001: Jane Doe jako David Doe
- 2001: Bliskość (Proximity) jako William Conroy
- 2002: Świąteczna historia (The Christmas Shoes) jako Robert Layton
- 2002: Wrobieni (Framed) jako Mike Santini
- 2004: Idealni nieznajomi (Perfect Strangers) jako Lloyd Rockwell
- 2004: Miasteczko Salem ('Salem's Lot) jako Ben Mears
- 2007: Poruszeni echem: Martwi mówią[20] jako Ted Cogan
- 2013: Zabić Kennedy’ego (Killing Kennedy) jako John F. Kennedy
- 2015: Piękna i zabójcza (Beautiful & Twisted) jako Ben Novack Jr.
- 2015: Lwia Straż (The Lion Guard: Return of the Roar) jako Simba (głos)
- 2017: Lwia Straż (The Lion Guard: The Rise of Scar) jako Simba (głos)
- 2019: Diabelskie nasienie (The Bad Seed) jako David Grossman

### Seriale TV
| Rok            | serial TV                                        | Rola                         |
| -------------- | ------------------------------------------------ | ---------------------------- |
| 1979-80        | Nowy widok rodziny (New Kind of Family)          | Tony Flanagan                |
| 1990/1997/2000 | Saturday Night Live                              | Gospodarz                    |
| 1999–2003      | Prezydencki poker (The West Wing)                | Sam Seaborn                  |
| 2004–2005      | Dr. Vegas                                        | Billy Grant                  |
| 2005           | Plaża dziewczyn (Beach Girls)                    | Jack Kilvert                 |
| 2006           | Doskonały dzień (A Perfect Day)                  | Robert Harlin                |
| 2006–2009      | Bracia i siostry (Brothers&Sisters)              | Robert McCallister           |
| 2007–2009      | Family Guy                                       | Stanford Cordray (głos)      |
| 2010–2015      | Parks and Recreation                             | Chris Traeger                |
| 2011           | Liga Młodych (Young Justice)                     | Kapitan Marvel (głos)        |
| 2011–2014      | Californication                                  | Eddie Nero                   |
| 2013           | Franklin & Bash                                  | w roli samego siebie         |
| 2015           | Ty, ja i apokalipsa (You, Me and the Apocalypse) | ks. Jude Sutton              |
| 2015           | Moonbeam City                                    | Dazzle Novak                 |
| 2015–2016      | Prawomocny (The Grinder)                         | Dean Sanderson               |
| 2016–2019      | Lwia Straż (The Lion Guard)                      | Simba (głos)                 |
| 2016–2018      | Code Black: Stan krytyczny (Code Black)          | Ethan Willis                 |
| 2017           | Orville                                          | Darulio                      |
| 2019           | Dziki Bill (Wild Bill)                           | komendant policji Bill Hixon |
| 2020           | 9-1-1: Lone Star                                 | kpt. Owen Strand             |

### Reżyser
- 1997: Krawędź pustyni (Desert’s Edge, TV)
- 2019: Diabelskie nasienie (The Bad Seed)

### Scenarzysta
- 1997: Krawędź pustyni (Desert’s Edge, TV)

### Producent
- 2004: Dr. Vegas (Serial TV)
- 2003: The Lyon’s Den – odcinek pt. Pilot
- 1994: Poza prawem: Frank i Jesse (Frank & Jesse)

### Publikacje
- Stories I Only Tell My Friends: An Autobiography. Henry Holt and Co., 2011. Brak numerów stron w książce[21]
- Stories I Only Tell My Friends. Transworld Digital, 2011. Brak numerów stron w książce[22]
- Love Life. Simon & Schuster, 2014. ISBN 1-4516-8571-8. Brak numerów stron w książce